# Myrmecocystus yuma
Myrmecocystus yuma är en myrart som beskrevs av Wheeler 1912. Myrmecocystus yuma ingår i släktet Myrmecocystus och familjen myror. Inga underarter finns listade i Catalogue of Life.

## Bildgalleri

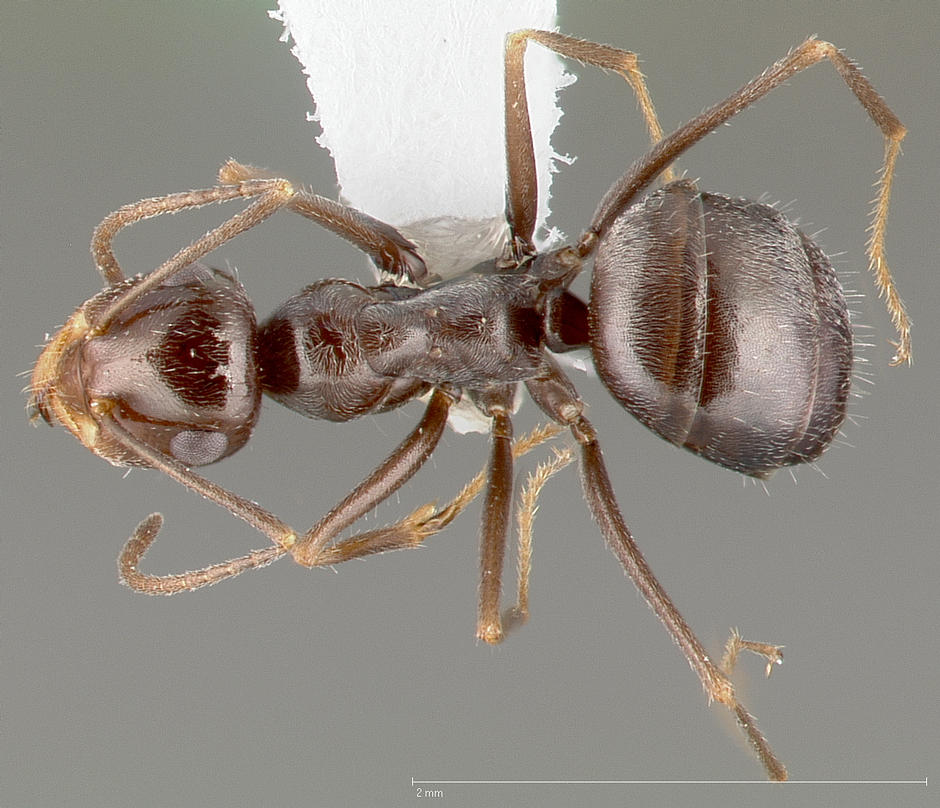
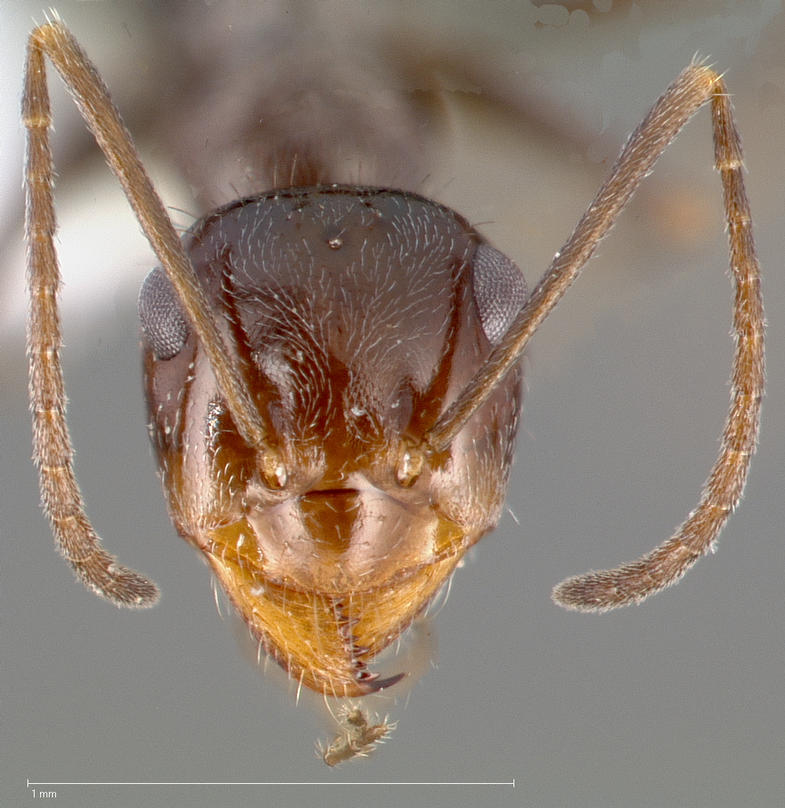
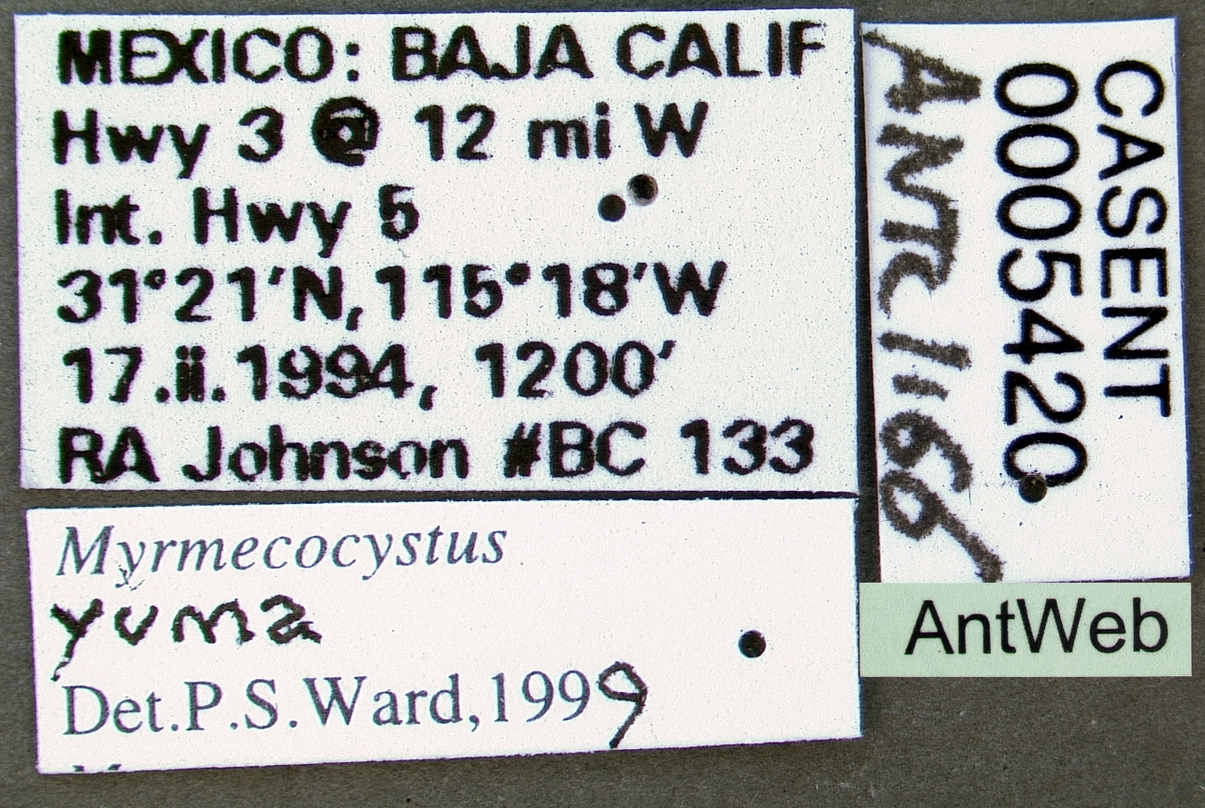
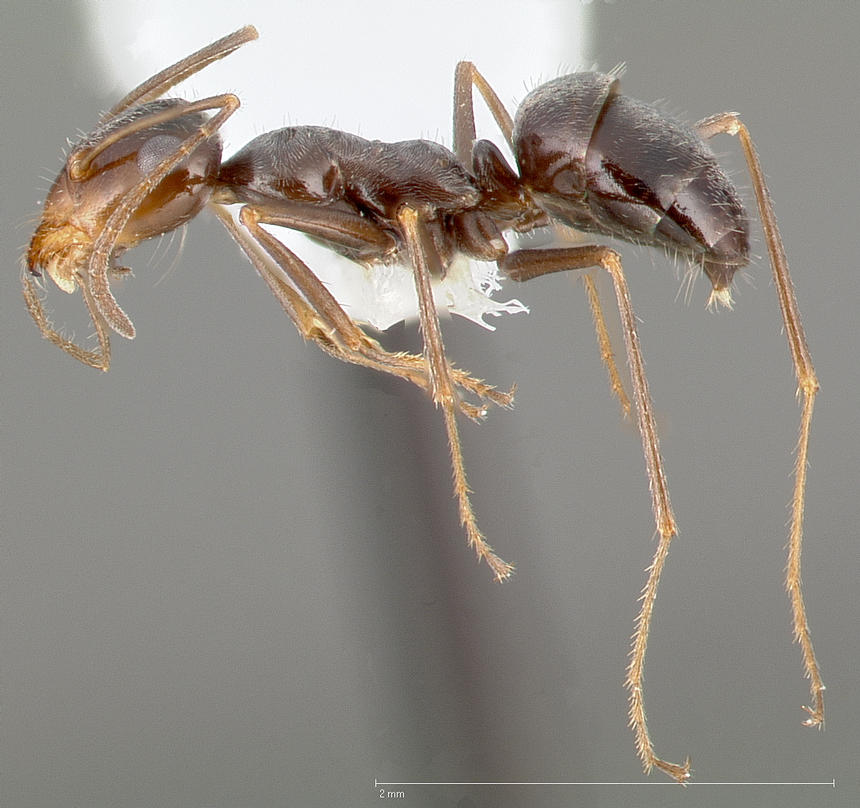